# Jemo
El atolón de la isla Jemo (en marshalés: Jemo̧ o Jāmo̧) es una isla coralina deshabitada del océano Pacífico, en la cadena Ratak de las islas Marshall, al noreste del atolón de Likiep. La isla tiene forma ovalada y ocupa el extremo suroccidental de una estrecha dorsal submarina que se extiende hacia el noreste durante varios kilómetros. Su superficie total es de sólo 0,16 kilómetros cuadrados. La isla se mantiene tradicionalmente como reserva de alimentos para la familia de Joachim y Lijon deBrum, transmitida a Lijon deBrum por Iroijlaplap Lobareo y es propiedad de las actuales familias terratenientes de Likiep de Joachim y Lijon deBrum, nietos de Iroijlaplap Jortõka de Ratak Eañ. 
La primera vez que los europeos avistaron la isla de Jemo fue en la expedición española de Miguel López de Legazpi, el 10 de enero de 1565. Fue cartografiada como Los Pájaros.